# فدراسیون فوتبال کیپ ورد
فدراسیون فوتبال کیپ ورد (پرتغالی: Federação Caboverdiana de Futebol, FCF) نهاد اداره‌کننده مسابقات فوتبال و فوتسال در کشور کیپ ورد است.
این فدراسیون که در سال ۱۹۸۲ تأسیس شده عضو کنفدراسیون فوتبال آفریقا و فیفا نیز می‌باشد و مقر آن در شهر پرایا است.